# Béla Bodonyi
Béla Bodonyi (Jászdózsa, 14 de dezembro de 1956) é um ex-futebolista profissional húngaro que atuava como atacante.

## Carreira
Béla Bodonyi fez parte do elenco da Seleção Húngara de Futebol, da Copa de 1982.